# Eric Schmidt
Eric Emerson Schmidt (ur. 27 kwietnia 1955 w Waszyngtonie) – inżynier, od 2015 roku przewodniczący komitetu wykonawczego rady dyrektorów Alphabet, w latach 2011–2015 prezes zarządu Google, były członek zarządu Apple Inc. W latach 2001–2011 był dyrektorem generalnym Google. Jest współautorem programu lex, standardu Uniksa pozwalającemu tworzyć analizatory składniowe. Zasiada w senacie Carnegie Mellon University oraz Princeton University.
W firmie Google wdrożył pionierski model biznesowy (model 70/20/10), w którym dziesięć procent czasu pracy pracownika jest przeznaczane na własne projekty luźno związane z obowiązkami. W przeszłości był pracownikiem m.in. Bell Labs, Xerox PARC, Sun Microsystems i Novell.

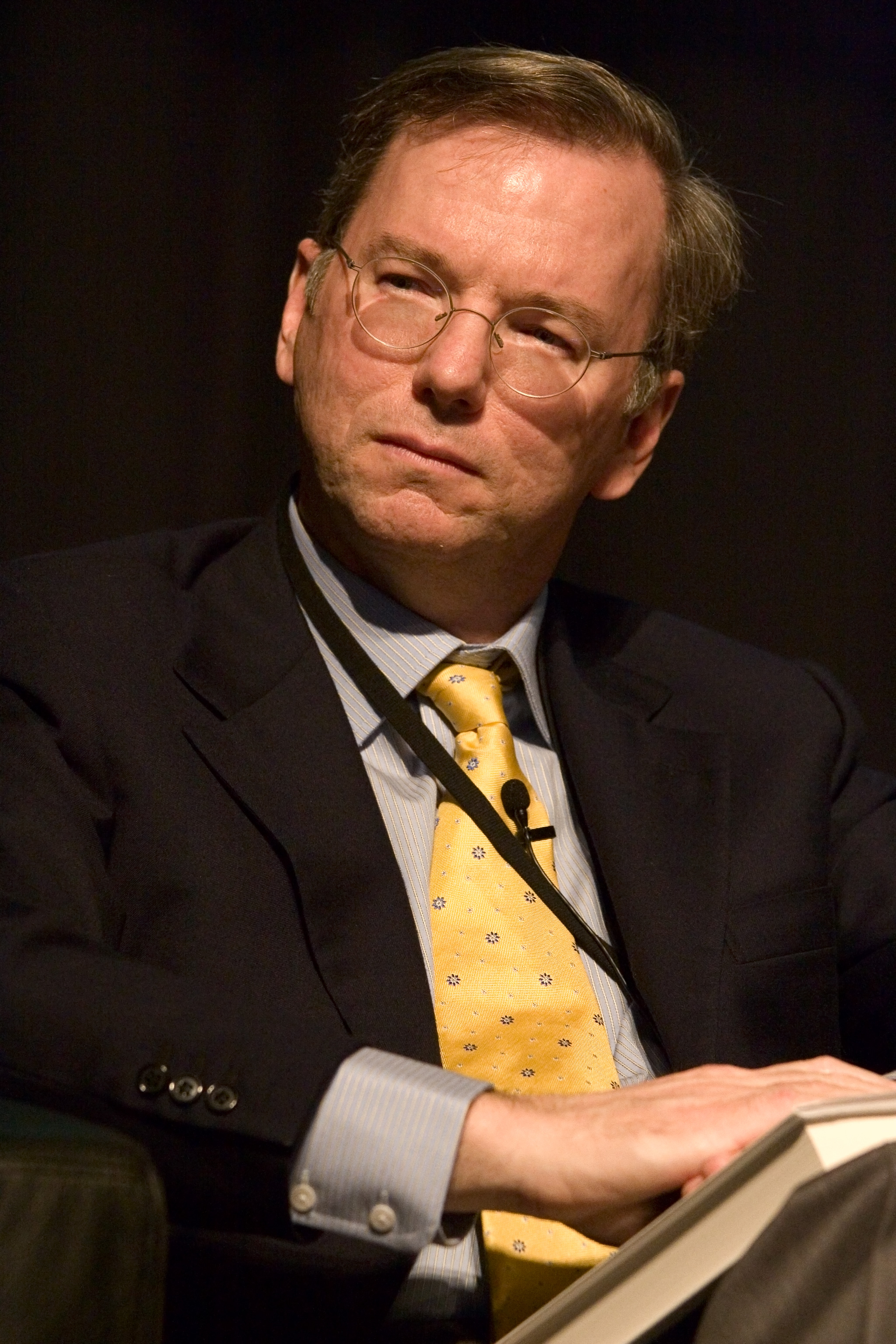
Eric Schmidt w 2005 roku